# Maceo Angeli
Maceo Angeli (Assisi, 12 novembre 1908 – Assisi, 15 febbraio 1991) è stato un pittore italiano.

## Biografia
Maceo Angeli nasce ad Assisi il 12 novembre 1908, figlio di Artaserse, di mestiere fabbro e artigiano del ferro battuto, ma persona colta, avendo studiato in seminario; anarchico e socialista, tra i fondatori del Partito socialista italiano ad Assisi, nel 1898, e consigliere comunale.
Maceo inizia giovanissimo a dipingere. Studia presso l'Istituto d'arte locale e l'Accademia di belle arti Pietro Vannucci di Perugia. Collabora con il pittore Enzo Morelli e, quando segue il padre, esiliato a Terni, fa amicizia con il gruppo di artisti definiti poi della "Scuola ternana", tra cui Ilario Ciaurro, Felice Fatati, Ugo Castellani, Guido Mirimao, Mario Maggiori, che lo incoraggiano e lo guidano.
Proprio a Terni tiene la sua prima mostra nel 1928 e, all'inizio del 1930, trasferitosi a Milano, allestisce presso la Galleria Bardi in via Brera una sua personale, inaugurata il 19 maggio e ben recensita da Carlo Carrà.
Tornato ad Assisi nell'autunno del 1930 si trasferisce quasi subito, desideroso di nuovi stimoli ed esperienze, a Parigi, dove organizza una sua mostra personale alla Galleria Bonaparte, la quale però non ottiene un buon risultato di vendite.
Alla fine del 1931, deluso dall'esperienza parigina, rientra ad Assisi, dove continua a dipingere e, nel 1932, partecipa alla Mostra romana del Sindacato regionale umbro e, con il gruppo di artisti ternani, alla Terza sindacale, esposizione che ottiene un grande successo di pubblico e di critica.
Nella primavera del 1933 partecipa, con i maggiori artisti umbri, alla Mostra del Sindacato fascista di belle arti a Firenze; l'anno successivo, è di nuovo a Terni dove vince, nel 1935, il Premio Città di Terni. Nello stesso anno prende parte alla IV Mostra interprovinciale d'arte di Perugia e a quella allestita nel mese di dicembre in Palazzo Doria a Roma.
Negli anni successivi, fino al 1942, Maceo partecipa a varie mostre a Terni, Roma e Perugia prima di rallentare la sua attività pittorica a causa della guerra e per i bombardamenti subiti dalla città di Terni sotto i quali, il 13 agosto del 1943, perde il padre e il fratello.
Terminato il conflitto riprende a dipingere con assiduità e passione e partecipa ad alcune mostre, tra cui la prima personale ad Assisi nel 1947, dedicandosi anche all'attività politica. È infatti iscritto al Partito comunista italiano dal 1935 e diviene prima vice sindaco del Comune di Assisi e poi consigliere comunale, carica che occupa per 25 anni. 
Si dedica anche alla ceramica e, negli anni Cinquanta, è invitato a numerose mostre tra Firenze, Spoleto e Roma; pur continuando per tutta la vita a dipingere. Negli ultimi anni di vita si dedica alla raccolta di memorie cittadine e pubblica alcuni libri ed opuscoli che riscuotono, a livello locale, un grande successo. Maceo Angeli muore ad Assisi il 15 febbraio 1991.

## Archivio
L'archivio del pittore Maceo Angeli dichiarato di interesse culturale in data 7 luglio 2016, è perfettamente conservato.